# Jackson Kenio
Jackson Kenio Santos Laurentino (* 24. April 1999 in Santana do Ipanema, Alagoas), auch einfach nur Jackson Kenio genannt, ist ein brasilianischer Fußballspieler.

## Karriere
Jackson Kenio begann seine Karriere beim EC Bahia. Zur Saison 2017 wechselte er zu ABC Natal. Im November 2017 debütierte er für ABC in der Série B, als er am 35. Spieltag jener Saison gegen den Criciúma EC in der 77. Minute eingewechselt wurde. Zu Saisonende musste er mit dem Verein aus der zweithöchsten brasilianischen Spielklasse absteigen. Im Januar 2018 wechselte er zum Erstligisten América Mineiro, für den er jedoch zu keinen Einsätzen kam. Während der Saison 2018 schloss er sich dem EC Ypiranga an.
Im Januar 2019 wechselte Jackson Kenio zum österreichischen Zweitligisten SK Vorwärts Steyr, bei dem er einen bis Juni 2021 laufenden Vertrag erhielt. Im April 2019 löste er seinen Vertrag bei Steyr jedoch wieder auf. Nach über einem Jahr ohne Verein kehrte er im September 2020 nach Brasilien zurück und wechselte zum unterklassigen Murici FC. Einen Monat später zog es ihn nach Albanien. Hier unterschrieb er einen Vertrag beim KS Egnatia Rrogozhina. Der Verein aus Rrogozhina spielt in der zweiten Liga, der Kategoria e parë. Im Juni 2023 gewann er mit dem Verein den nationalen Pokal durch einen 1:0-Finalerfolg nach Verlängerung über den KF Tirana. Dabei schoss Kenio in der 115. Minute den entscheidenden Treffer.
Zur Saison 2023/24 schloss sich Kenio dem türkischen Erstligisten Istanbulspor an, stieg jedoch am Ende mit dem Verein in die TFF 1. Lig ab. Im Februar 2025 wurde der Spieler von den Türken freigestellt und musste sich einen neuen Klub suchen. Nachdem zunächst auf eine Rückkehr nach Albanien spekuliert wurde, wechselte er im Februar 2025 zum Riga FC in die lettische Virslīga. Bei dem Klub konnte er sich nicht durchsetzen und wurde nach fünf Spielen in deren Reservekader versetzt. Im Juli wechselte Kenio dann zum Lokalrivalen FK Auda. Mit dem Klub trat er erstmals in einem in internationalem Klubwettbewerb an. Am 10. Juli 2025 trat man in der ersten Qualifikationsrunde der UEFA Conference League 2025/26 beim Larne FC in Nordirland an. In der Partie stand Kenio in der Startelf und wurde in der 37. Minute für Abdoul Traoré ausgewechselt.

## Erfolge
- Albanischer Pokalsieger: 2023